# Prohardyia carinata
Prohardyia carinata är en tvåvingeart som först beskrevs av Stein 1910.  Prohardyia carinata ingår i släktet Prohardyia och familjen husflugor. Inga underarter finns listade i Catalogue of Life.